# グリコカリックス
グリコカリックス（英語: glycocalyx）とは、細菌等の細胞表面を被覆する糖タンパク質や多糖類である。ある種の細菌細胞や上皮細胞などで産生される。細胞表面の更に外側の層を形成する。通常、細胞表面や表層と結合した多糖類並びに、結合していないプロテオグリカン及び糖タンパク質で構成される。魚の表面の粘液もグリコカリックスと考えられている。この語は当初上皮組織の表面の覆いをつくる上皮細胞によって分泌される多糖でできたマトリックスに用いられていた。

## 概要
細胞膜の外側には、あらゆる動物細胞がグリコカリックスと呼ばれる縮れたコートをまとっている。このコートは膜の糖脂質と糖タンパク質の炭水化物部分からなる。人によってグリコカリックスは異なり、一卵性双生児のみが科学的に同質のものを持つ。グリコカリックスは体が細胞や組織を識別するために使われ、自分自身の健康な細胞を、移植した組織、罹患した細胞、または侵入した生物と区別する。グリコカリックスはまた細胞接着分子も含み、胚発生の間、細胞がお互いに接着したり、細胞の動きを助けたりする。グリコカリックスが毛細血管内に充満した赤血球の形を変えたり、血管系の他の多くの機能に重要であると思われることが研究で示され、現在も研究されている。

## 細菌のグリコカリックス
グリコカリックス（文字通りの意味は「糖衣」）は、多糖のネットワークであり、細菌などの細胞表面から出ている。グリコカリックスがカプセルとなってその細菌を守る、または、その細菌が不活性な表面（歯や岩のような。肺炎レンサ球菌を参照）や他の細菌（それらのグリコカリックスがまとまってコロニーを覆う）と接着することを可能にする。
グリコカリックスは細菌の細胞壁のすぐ外側に見られる。別のゼラチン様グリコカリックスは莢膜と呼ばれ、一方、不規則で拡散した層は粘液層と呼ばれる。グリコカリックスは細菌を貪食細胞から守る助けとなることがある。また、カテーテル、歯または岩のような不活性な表面上に作られるバイオフィルムの形成も助ける。

## 消化管内のグリコカリックス
グリコカリックスは消化管、特に小腸の微絨毛の先端部分でも見られることがある。厚さ0.3マイクロメートルの網目構造を形成し、上皮吸収細胞の粘膜側細胞膜から分泌された酸性のムコ多糖と糖タンパク質からなる。それにより吸収のための表面が増加し、またグリコカリックスには吸収細胞から分泌されたタンパク質と糖の消化の最後の段階に必要な酵素が含まれる。

## 機能
- 保護 - 細胞膜のクッションとなり、また化学物質による傷害から細胞膜を守る
- 感染に対する免疫 - 免疫系が非自己生物を認識し、選択的に攻撃することを可能にする
- がんに対する防御 - がん細胞でのグリコカリックスの変化によって免疫系が認識し、攻撃することを可能にする
- 移植組織適合性 - 輸血、同種移植、および組織移植における適合性の基礎となる
- 細胞接着 - 細胞間を繋げることで組織がバラバラになるのを防ぐ
- 炎症の調節  - 血管壁のグリコカリックス層は白血球が健康な状態のときには動いたり結合したりするのを防ぐ[4]
- 受精 - 精子が卵を見つけ、結合することができる
- 胚発生 - 胚細胞を体内での目的地へ導く